# Imre András
Imre András (n. 24 iulie 1961) este un fost deputat român în legislatura 1990-1992, ales în județul Satu-Mare pe listele partidului UDMR. Imre András a mai fost deputat în legislatura 1992-1996, pe listele UDMR.  În legislatura 1990-1992, Imre András a fost membru în grupurile parlamentare de prietenie cu Regatul Belgiei și Republica Ungaria. Imre András a fost membru în comisia pentru drepturile omului, culte și problemele minorităților naționale. 